# Comarca de Pontevedra
Pontevedra is een comarca van de Spaanse provincie Pontevedra. De hoofdstad is Pontevedra, de oppervlakte 624,42 km² en het heeft 119.981 inwoners (2005).

## Gemeenten
Pontevedra, Poio, Barro, Campo Lameiro, Cotobade, A Lama, Ponte Caldelas en Vilaboa.